# Number One Spot
«Number One Spot» — другий сингл репера Лудакріса з альбому The Red Light District, що вийшов 15 лютого 2005 року.
Пісня досягла 19 місця в американському чарті Billboard Hot 100 і 30 місця у Великобританії. «Number One Spot» був номінований як найкраще сольне реп-виконання на «Греммі» 2006 року, але програв «Gold Digger» Каньє Веста.

## Музичне відео
Відеокліп містить пародії на сцени з фільмів Остіна Пауерса, де Лудакріс виконує ролі Остіна Пауерса, Товстого Виродка, Голдмембера та Доктора Зла. Відео виграло MTV Video Music Award як найкраще реп-відео у 2005 році.

## Список композицій
CD-сингл
1. "Number One Spot" (clean) – 4:34
2. "Number One Spot" (explicit) – 4:34

12" сингл
1. "Number One Spot" (explicit) – 4:34
2. "The Potion" (explicit) – 3:54
3. "Get Back" (explicit) – 4:30
4. "Get Back" (Sum 41 rock remix) – 4:11

## Чарти
| Чарт (2005)                             | Найвища позиція |
| --------------------------------------- | --------------- |
| Велика Британія (UK Singles Chart)      | 30              |
| США (Billboard Hot 100)                 | 19              |
| US Billboard Pop 100                    | 38              |
| США (Digital Songs) (Billboard)         | 20              |
| США (Hot R&B/Hip-Hop Songs) (Billboard) | 8               |
| США (Rap Songs) (Billboard)             | 6               |
| США (Rhythmic) (Billboard)              | 21              |